# Лустенау
Лустенау је важан град у Аустрији, смештен у крајње западном делу државе. Лустенау, иако по величини четврто насеље у покрајини Форарлберг, је преграђе оближњих градова - главног града Брегенца и највећег града и покрајини, Дорнбирна. С тим у вези он нема свој округ, већ припада округу Дорнбирн.

## Природне одлике
Лустенау се налази у крајње западном делу Аустрије, на самој граници са Швајцарском. Град се налази у на десној обали Рајне, која чини границу Аустрије са Швајцарском. Источно од града се издижу Алпи.

## Становништво
| 1981.  | 1991.  | 2001.  | 2011.  |
| ------ | ------ | ------ | ------ |
| 17.401 | 18.484 | 19.709 | 21.181 |

По процени из 2016. у граду је живело 22510 становника. Пре једног века град је имао свега три пута мање становника. Међутим, близина већих градских средишта, Брегенца и Дорнбирна, довела је до наглог раста градића у велико предграђе.

## Градске знаменитости
Лустенау је ново градско насеље, па нема значајно историјско језгро нити велика градска здања. Најважнија посебност града је развијен спортски живот, по којем је Лустенау битан на нивоу државе.